# Goryphus opacus
Goryphus opacus är en stekelart som först beskrevs av Smith 1859.  Goryphus opacus ingår i släktet Goryphus och familjen brokparasitsteklar. Inga underarter finns listade i Catalogue of Life.